# Kataster

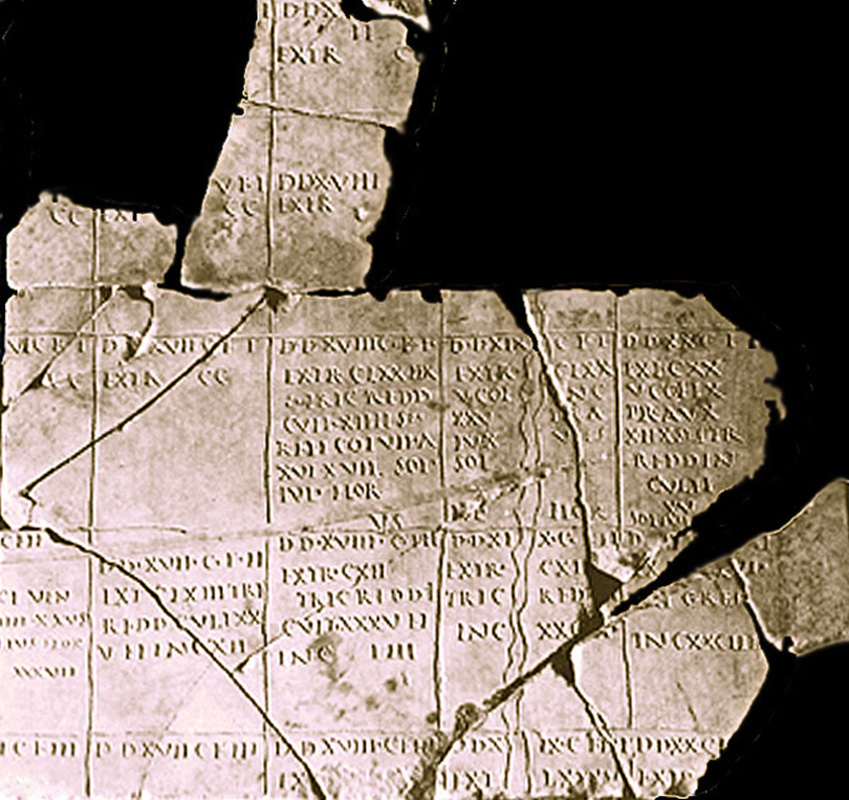
Kataster

Kataster eller kadaster (franska cadastre, av medeltidslatin catastrum eller capitastrum, av klassiskt latin capitum registrum) är ett begrepp inom förvaltningen.
Kataster var ursprungligen namnet på en förteckning över dem, som var skyldiga att betala skatt per huvud eller personliga avgifter (således ungefär liktydigt med det svenska ordet "mantalslängd"), men övergick småningom till att beteckna skattelängd i allmänhet.
Numera förstås i Tyskland, Österrike, Italien med flera länder med kadaster en institution eller samling av kartor, mätnings- och beskrivningshandlingar, närmast avseende jordegendomens beskattning inom ett land, men även de flesta övriga med ägande- och nyttjanderätt av jord och annan fastighet förbundna juridiska med flera förhållanden av vikt för såväl staten och andra myndigheter som för den enskilde.
De i Danmark och Norge upprättade "matriklarna" över jordegendom anses som ett slags kataster.
I Sverige motsvaras katastern närmast av lantmäterikartorna med beskrivningar, den av dessa sammandragna ekonomiska kartan, jordeboken, de med hypoteken förbundna domstolshandlingarna samt motsvarande institutioner och handlingar för städer, vartill kommer jordregistret, ett sammandrag av förefintliga skiftesbeskrivningar och fastighetsböcker.